# 若林稲荷神社
若林稲荷神社（わかばやしいなりじんじゃ）は、東京都世田谷区の神社。別名は「福寿稲荷神社（ふくじゅいなりじんじゃ）」である。

## 歴史
創建年代は不明である。ただ1769年（明和6年）に社領の寄進を受けたことから、江戸時代中期には既に存在していたものと推測される。
明治時代は鎮守の森で鬱蒼としていたが、1945年（昭和20年）の空襲で大半の樹木を失っている。
かつては、別名が「福寿稲荷」だったこともあり、「正一位福寿稲荷大明神」の扁額があったが、空襲で焼失した。現在の扁額は「稲荷神社（右）、天祖神社（左）」となっている。過去に天祖神社を合祀したことによる。

## 交通アクセス
- 若林駅より徒歩5分。